# Po sedmém je každá hezčí
Po sedmém je každá hezčí (v anglickém originále The 7 Beer Itch) je 5. díl 32. řady (celkem 689.) amerického animovaného seriálu Simpsonovi. Scénář napsali Joel H. Cohen a John Frink na námět Ala Jeana a díl režíroval Michael Polcino. Ve Spojených státech měl premiéru dne 8. listopadu 2020 na stanici Fox Broadcasting Company a v Česku byl poprvé vysílán 22. února 2021 na stanici Prima Cool.
Jako host v dílu účinkuje Olivia Colmanová jako Lily, Robin Atkin Downes a Brian George jako štamgasté a Londýňané. Díl vypráví o Lily, která se přestěhuje do Springfieldu a zamiluje se do Homera. Byl přijat pozitivně a ve Spojených státech jej v premiéře sledovalo 1,74 milionu diváků.

## Děj
Krásná Angličanka Lily je odsouzena za příliš vnadnou a je vykázána do Ameriky. Rozhodne se tedy začít nový život ve Springfieldu. V hospodě U Vočka okouzlí štamgasty, zamiluje se však do Homera. Ten je však na dně, protože Marge vzala děti na dovolenou k tetě a Homera nechala doma. Homer je vůči Lily bezcitný, což ji jen přimělo, aby ho chtěla víc.
Mezitím Bart vběhne do lesa, kde se kvůli klíšťatům nakazí lymskou borreliózou. Marge vezme Maggie k přístavu, kde míjí šílený dav turistů.
Když se Lily pokusí svést Homera, po čase se začnou líbat a Homer je z toho zděšený. Předtím pan Burns špehoval Lily a rozhodl se, že ji musí mít. Přikázal Homerovi, aby ji nalákal na setkání s ním na Burnsově lodi, s čímž Homer souhlasí. Když však Lily z lodě uteče, začne se Homer cítit špatně a utěšuje ji.
Marge s dětmi se z dovolené vrátí dříve a Homerovi zavolá Lily. Ten se po delším hovoru rozhodne, že chce být jen s Marge. Lily usoudí, že jí ve Springfieldu nic nezbylo, a vrací se do Anglie.
Po návratu do Anglie Lily odmítá štamgasty v hospodě, dokud nepotká britskou verzi Homera.

## Produkce

### Vydání
V roce 2020 vydala stanice Fox Broadcasting Company osm propagačních obrázků z epizody. Původní datum premiéry bylo stanoveno na 1. listopadu 2020, avšak kvůli tomu, že téhož dne byl vysílán předchozí díl (Speciální čarodějnický díl XXXI), který byl odložen kvůli National League Championship, bylo datum premiéry přeloženo na 8. listopad 2020.

### Původní znění
Olivia Colmanová v dílu jako host nadabovala Britku Lily. Nahrávání probíhalo na dálku z Londýna během tří sezení. Alex Désert, který nově dabuje Carla Carlsona, předaboval po Hanku Azariovi všechny linky, protože epizoda byla produkována před tím, než Désert nahradil Azariu v roli Carla. Různé štamgasty a Londýňany na začátku a na konci epizody nadabovali angličtí herci Robin Atkin Downes a Brian George. Downes po odvysílání na Twitteru zveřejnil obrázky postav, které daboval, a uvedl: „Jsem tak nadšený, že jsem součástí této ikonické show – Simpsonových. Děkuji!!!!! Stále tomu nemůžu uvěřit!“

### České znění
Režisérem a úpravcem dialogů českého znění byl Zdeněk Štěpán, díl přeložil Vojtěch Kostiha. Hlavní role nadabovali Vlastimil Zavřel, Martin Dejdar, Jiří Lábus a Ivana Korolová. České znění vyrobila společnost FTV Prima v roce 2020 v holešovickém studiu Babidabi.

## Přijetí

### Sledovanost
Ve Spojených státech díl v premiéře sledovalo 1,74 milionu diváků.

### Kritika
Tony Sokol, kritik Den of Geek, napsal: „V minulosti si byl Homer více vědom pokušení. Nyní opravdu není vtipným partnerem. Projevuje téměř promyšlenou tvrdohlavost, což je horší pro pochopení. Toto okrádá epizodu o napětí a vychyluje balanc. Udělá z Lily většího dravce, než je třeba, a je také předvídatelnější. Po sedmém je každá hezčí je nabité zábavnými linkami a roubíky, ale to nezakrývá, kolikrát nám tuto premisu dali,“ a ohodnotil ji 3 hvězdičkami z 5.